# Tour Poitou-Charentes en Nouvelle-Aquitaine
Tour Poitou-Charentes en Nouvelle-Aquitaine, znany również jako Tour du Poitou-Charentes – kolarski wyścig etapowy, rozgrywany co roku w sierpniu, we Francji, w rejonie Poitou-Charentes. Po raz pierwszy zorganizowany w 1987 roku, od 2005 jest wydarzeniem zaliczanym do cyklu UCI Europe Tour.
Tour du Poitou-Charentes to impreza o kategorii 2.1.

## Zwycięzcy
| Rok  | Pierwsze               | Drugie                | Trzecie              |
| ---- | ---------------------- | --------------------- | -------------------- |
| 1987 | Jean-Louis Conan       | Marc Poncel           | Nicolas Dubois       |
| 1988 | Pascal Peyramaure      | André Urbanek         | Jacques Decrion      |
| 1989 | Pawieł Tonkow          | Thierry Lezin         | Romies Gajnietdinow  |
| 1990 | Jurij Manujłow         | Wadim Szabałkin       | Arvi Tammesalu       |
| 1991 | Kim Andersen           | Christophe Manin      | Artūras Kasputis     |
| 1992 | Pascal Lance           | Laurent Bezault       | Eddy Seigneur        |
| 1993 | Thierry Marie          | François Simon        | Francis Moreau       |
| 1994 | Philippe Gaumont       | Hervé Boussard        | Frédéric Laubier     |
| 1995 | Nicolas Aubier         | Arnaud Prétot         | Laurent Roux         |
| 1996 | Eddy Seigneur          | Jacky Durand          | Emmanuel Magnien     |
| 1997 | Joaquim Adrego Andrade | Stéphane Barthe       | Uwe Peschel          |
| 1998 | Lauri Aus              | David Millar          | Marc Streel          |
| 1999 | Christophe Moreau      | Jean-Cyril Robin      | Lauri Aus            |
| 2000 | Floyd Landis           | Peter Wrolich         | Marcel Gono          |
| 2001 | Jens Voigt             | Iwajło Gabrowski      | Lauri Aus            |
| 2002 | Guido Trentin          | Sylvain Chavanel      | Nicolas Jalabert     |
| 2003 | Jens Voigt             | Sylvain Chavanel      | Jørgen Bo Petersen   |
| 2004 | Stéphane Barthe        | Ronald Mutsaars       | Jimmy Engoulvent     |
| 2005 | Sylvain Chavanel       | Christophe Moreau     | Linas Balčiūnas      |
| 2006 | Sylvain Chavanel       | Rick Flens            | Jussi Veikkanen      |
| 2007 | Thomas Voeckler        | Émilien-Benoît Bergès | Lars Boom            |
| 2008 | Benoît Vaugrenard      | Kevyn Ista            | Florian Morizot      |
| 2009 | Gustav Larsson         | Brett Lancaster       | David Le Lay         |
| 2010 | Jimmy Engoulvent       | Dominique Rollin      | Martin Elmiger       |
| 2011 | Jesse Sergent          | Alex Dowsett          | Michał Kwiatkowski   |
| 2012 | Luke Durbridge         | Jérémy Roy            | László Bodrogi       |
| 2013 | Thomas Voeckler        | Jesús Herrada         | Michaił Ignatjew     |
| 2014 | Sylvain Chavanel       | Svein Tuft            | Cyril Lemoine        |
| 2015 | Tony Martin            | Adriano Malori        | Jonathan Castroviejo |
| 2016 | Sylvain Chavanel       | Wilco Kelderman       | Nelson Oliveira      |
| 2017 | Mads Pedersen          | Jonathan Castroviejo  | Jean-Pierre Drucker  |
| 2018 | Arnaud Démare          | Sylvain Chavanel      | Yoann Paillot        |
| 2019 | Christophe Laporte     | Tony Gallopin         | Niki Terpstra        |
| 2020 | Arnaud Démare          | Josef Černý           | Joseph Rosskopf      |
| 2021 | Connor Swift           | Bruno Armirail        | Morten Hulgaard      |
| 2022 | Stefan Küng            | Kévin Vauquelin       | Pierre Latour        |
| 2023 | Søren Wærenskjold      | Bruno Armirail        | Mirco Maestri        |
| 2024 | Søren Wærenskjold      | Fredrik Dversnes      | Samuel Leroux        |
| 2025 |                        |                       |                      |